# Porta Pertusa
La Porta Pertusa est une des portes ouvertes dans le Mur léonin à Rome. 

## Histoire et description
La porte est structurée par trois ouvertures: deux entrées secondaires sur les côtés du portail principal, entouré par un majestueux encadrement en pierre de taille. Actuellement, la porte est fortifiée, et est située viale Vaticano, à proximité de la rue du même nom, près de la tour de Saint-Jean (restaurée par le pape Jean XXIII, qui y résidait les derniers jours de son pontificat). Elle constitue le bastion sud-ouest du Mur léonin original.
L'âge du bâtiment, ainsi que pour la porta Cavalleggeri, est quelque peu controversé. L'une comme l'autre, semblent remonter à l'époque du retour des papes de captivité d'Avignon, vers la fin du XIVe siècle. Lorsque les papes reviennent à Rome, avec une importante suite, ils fixent de façon permanente leur résidence au Vatican (en délaissant l'ancienne résidence du Latran). A cette époque, les trois ouvertures du Mur léonin se révèlent vite insuffisants pour répondre aux besoins de l'augmentation de la population et de la circulation dans la cité. La porte a été ouverte en perçant les murs d'origine, d'où son nom. Par contre, par la suite, il semble qu'elle ait été utilisée uniquement pour l'usage de la Curie, et pas vraiment pour améliorer la circulation dans la ville. 
La restauration de la porte semble avoir été effectuée par le pape Pie IV en 1565, qui, cependant, n'a pas vu la fin des travaux, même si, sur la porte a été apposée, à sa mémoire, une plaque avec le blason de sa maison, les Médicis.
La porte a été fermée et rouverte à plusieurs reprises. Un document de 1655, rapporte que la porte était ouverte pour l'arrivée à Rome de la reine Christine de Suède.

## Note
1. ↑  Nel muro originario di Papa Leone IV vennero aperti tre soli accessi: la posterula Sancti Angeli (it), la Porta San Pellegrino e la posterula Saxonum
2. ↑  Dalle cronache del Gigli per l'anno 1655 apprendiamo: “La sera delli 20 Decembre arrivò a Roma la Regina alle doi hore di notte, et entrò per porta Pertusa, la quale già stava murata, et allora fu aperta per tale effetto.”